# Aleksej Batalov
Aleksej Vladimirovitj Batalov (ryska: Алексе́й Влади́мирович Бата́лов, Alekséj Vladímirovitj Batálov), även Aleksey Batalov, född 20 november 1928 i Vladimir, Sovjetunionen, död 14 juni 2017 i Moskva, Ryssland, var en sovjetisk och rysk skådespelare.
Han filmdebuterade år 1944, men blev på allvar skådespelare på 1950-talet. Batalov spelade bland annat huvudrollen i den Guldpalmen-belönade Och tranorna flyga (1957), samt en viktig biroll i den Oscarbelönade Moskva tror inte på tårar (1980).
På 1970-talet var han verksam vid Allryska statliga kinematografiska institutet. Han tilldelades flera sovjetiska och ryska kulturpriser.

## Filmografi (urval)
- 1944 – Zoja
- 1954 – Den stora familjen
- 1956 – Fallet Rumjantsev
- 1957 – Och tranorna flyga
- 1960 – Damen med hunden
- 1962 – 9 dagar av ett år
- 1964 – Lyckans dag
- 1967 – I staden S.
- 1971 – Flykten
- 1975 – Igelkotten i dimman
- 1980 – Moskva tror inte på tårar